# Els van Doesburg
Elisabeth (Els) van Doesburg (Soest, 24 mei 1989) is een Belgisch-Nederlands politica voor de Nieuw-Vlaamse Alliantie (N-VA).

## Biografie
Els van Doesburg verhuisde op haar elfde met haar gezin van Nederland naar België. Ze groeide op in Schilde en volgde middelbaar onderwijs in het Sint-Jan Berchmanscollege in Westmalle.
Ze behaalde in 2012 een bachelor en in 2014 een master in de politieke en sociale wetenschappen aan de Universiteit Antwerpen en volgde in 2013 als uitwisselingsstudent een studie in de internationale betrekkingen aan de Turkse Universiteit van Marmara. Van oktober 2014 tot mei 2021 was Van Doesburg parlementair medewerker voor de federale N-VA-fractie in de Kamer van Volksvertegenwoordigers, eerst als stagiair voor Zuhal Demir en nadien voor haar latere partner Peter De Roover.
Bij de lokale verkiezingen van 14 oktober 2018 werd Van Doesburg voor het eerst verkozen als gemeenteraadslid in Antwerpen. Ze werd in de gemeenteraad voorzitter van de commissie gelijke kansen, integratie en inburgering en zetelde van 2019 tot 2021 in de raad van bestuur van het Autonoom Gemeentebedrijf Stedelijk Onderwijs en Atlas Inburgering en Integratie. Op 31 mei 2021 volgde ze Fons Duchateau op als schepen in Antwerpen. Ze werd bevoegd voor wonen, stads- en buurtonderhoud, groen, dierenwelzijn en gezondheids- en seniorenzorg. Op 2 januari 2025 werd zij door N-VA chronologisch als derde schepen voorgedragen in de Antwerpse gemeenteraad, met de bevoegdheden sociale zaken, gezondheidszorg, seniorenzorg en stads- en buurtonderhoud. Ook is Van Doesburg sinds 2021 voorzitter van de raad van bestuur van Zorgbedrijf Antwerpen en het Ziekenhuis Netwerk Antwerpen, dat in 2024 opging in de groep Ziekenhuis aan de Stroom, en voorzitter van de sociale huisvestingsmaatschappij Woonhaven Antwerpen.
Van Doesburg was voor de Vlaamse verkiezingen van 9 juni 2024 lijstduwer voor N-VA in de kieskring Antwerpen. Ze werd met 24.842 voorkeursstemmen verkozen als Vlaams Parlementslid en werd vast lid van de commissie Welzijn, Volksgezondheid, Gezin, Armoedebestrijding en Gelijke Kansen.
Ze is ook sinds 2022 columniste bij de krant De Morgen en schrijft er artikels over maatschappelijke uitdagingen vanuit een conservatief mens- en wereldbeeld.
Op zaterdag 1 februari 2025 werd bekend dat Van Doesburg vanaf 24 februari 2025 waarnemend burgemeester van Antwerpen wordt, als gevolg van de vorming van regering-De Wever, met titelvoerend burgemeester Bart De Wever als premier. De periode tussen maandag 3 februari (de eedaflegging van Bart De Wever als premier) en maandag 24 februari (de eedaflegging van Els van Doesburg als dienstdoend burgemeester) wordt opgevuld door eerste schepen Koen Kennis als zaakwaarnemer. Om zich op het burgemeesterschap toe te leggen besloot ze ontslag te nemen als Vlaams Parlementslid. Op 24 februari 2025 legde ze de eed af als aangewezen waarnemend burgemeester, en daarmee is ze de tweede jongste burgemeester van Antwerpen ooit. Op vrijdag 21 maart legde ze officieel haar eed als burgemeester af bij provinciegouverneur Cathy Berx Haar schepenambt ging op 31 maart 2025 over op Nathalie Van Baren, die chronologisch de negende schepen werd in het schepencollege.

## Privé
Van Doesburg maakte in november 2021 bekend dat zij verloofd is met partijgenoot Peter De Roover. Samen kregen ze op 6 juni 2025 een zoon.